# Gobio macrocephalus
Gobio macrocephalus és una espècie de peix cipriniforme de la família dels ciprínids que es troba a Corea del Sud i al riu Tumen (Xina).